# Đường thẳng trung tâm (hình học)
Trong hình học, đường thẳng trung tâm là những đường thẳng có tính chất đặc biệt của một tam giác trong một mặt phẳng. Các tính chất đặc biệt mà phân biệt một đường thẳng là đường thẳng trung tâm được biểu hiện thông qua các phương trình của đường thẳng theo tọa độ Trilinear. Tính chất đặc biệt này liên quan đến các tâm tam giác (điểm đặc biệt của một tam giác). Khái niệm về một đường trung tâm đã được giới thiệu bởi Clark Kimberling trong một bài báo được xuất bản vào năm 1994.

## Đường thẳng Euler

Đường thẳng Euler (đỏ) đi qua trọng tâm (cam), trực tâm (lam), tâm đường tròn ngoại tiếp (lục) và tâm đường tròn chín điểm (đỏ) của tam giác.

Trong môn hình học, đường thẳng Euler, được đặt tên theo nhà toán học Leonhard Euler, là một đường thẳng được xác định từ bất kỳ tam giác nào không đều. Đường thẳng này đi qua các điểm quan trọng trong tam giác như trực tâm, tâm đường tròn ngoại tiếp, trọng tâm, và tâm của đường tròn chín điểm. 
Năm 1765, Euler đã chứng mình rằng trong tam giác, các điểm như trực tâm, tâm đường tròn ngoại tiếp, trọng tâm, và tâm đường tròn chín điểm cùng nằm trên một đường thẳng, ngày nay chúng ta gọi là đường thẳng Euler. Trong tam giác đều, bốn điểm này trùng nhau, nhưng trong các tam giác thì không, và chỉ cần hai điểm trong số bốn điểm có thể xác định được đường thẳng Euler. Tâm của đường tròn chín điểm nằm trên đường thẳng Euler ở trung điểm của trực tâm và tâm đường tròn ngoại tiếp tam giác, và khoảng cách từ trọng tâm đến tâm đường tròn ngoại tiếp bằng một nửa khoảng cách từ trọng tâm đến trực tâm.
Các điểm nổi tiếng khác nằm trên đường thẳng Euler được biết đến trong tam giác bao gồm điểm de Longchamps, điểm Schiffler, và điểm Exeter. Tuy nhiên tâm đường tròn nội tiếp, bàng tiếp chỉ thuộc đường thẳng Euler trong trường hợp tam giác cân.
Đường thẳng Euler đi qua các điểm X(i) trong bách khoa toàn thư về các tâm của tam giác với i=2 (trọng tâm G), 3 (tâm đường tròn ngoại tiếp O), 4 (trực tâm H), 5 (tâm đường tròn chín điểm N), 20 (điểm de Longchamps point L), 21 (điểm Schiffler), 22 (điểm Exeter), 23 (điểm far-out), 24, 25, 26, 27, 28, 29, 30, (điểm Euler vô cực), 140, 186, 199, 235, 237, 297, 376, 377, 378, 379, 381, 382, 383, 384, 401, 402, 403, 404, 405, 406, 407, 408, 409, 410, 411, 412, 413, 414, 415, 416, 417, 418, 419, 420, 421, 422, 423, 424, 425, 426, 427, 428, 429, 430, 431, 432, 433, 434, 435, 436, 437, 438, 439, 440, 441, 442, 443, 444, 445, 446, 447, 448, 449, 450, 451, 452, 453, 454, 455, 456, 457, 458, 459, 460, 461, 462, 463, 464, 465, 466, 467, 468, 469, 470, 471, 472, 473, 474, 475, 546, 547, 548, 549, 550, 631, 632, 851, 852, 853, 854, 855, 856, 857, 858, 859, 860, 861, 862, 863, 864, 865, 866, 867, 868, 964, 1003, 1004, 1005, 1006, 1008, 1009, 1010, 1011, 1012, 1013, 1080, 1113, 1114, 1312, 1313, 1314, 1315, 1316, 1325, 1344, 1345, 1346, 1347, 1368, 1370, 1375, 1513, 1529, 1532, 1536, 1551, 1556, 1557, 1559, 1563, 1564, 1567, 1583, 1584, 1585, 1586, 1589, 1590, 1591, 1592, 1593, 1594, 1595, 1596, 1597, 1598, 1599, 1600, 1628, 1650, 1651, 1656, 1657, 1658, 1816, 1817, 1883, 1884, 1885, 1889, 1894, 1904, 1906, 1907, 1981, 1982, 1984, 1985, 1995, 2041, 2042, 2043, 2044, 2045, 2046, 2047, 2048, 2049, 2050, 2060, 2070, 2071, 2072, 2073, 2074, 2075, 2409, 2450, 2454, 2455, 2475, 2476, 2478, 2479, 2480, 2552, 2553, 2554, 2555, 2566, 2567, 2570, 2571, 2675, 2676, 2915, và 2937.

## Trục Brocard
Trục Brocard là đường thẳng nối điểm đối trung K và tâm đường tròn ngoại tiếp O của tam giác. Khoảng cách đoạn thẳng OK được gọi là đường kính Brocard (Kimberling 1998, p. 150). Trục Brocard vuông góc với trục Lemoine và là liên hợp đẳng giác của hyperbol Kiepert
Trục Brocard là đường thẳng L(523)và có phương trình:
{\displaystyle \sin(B-C)\alpha +\sin(C-A)\beta +\sin(A-B)\gamma =0}, và 
{\displaystyle bc(b^{2}-c^{2})\alpha +ca(c^{2}-a^{2})\beta +ab(a^{2}-b^{2})\gamma =0}
Trục Brocard đi qua các điểm X(i) trong Bách khoa toàn thư về các tâm của tam giác với i=3 (tâm đường tròn ngoại tiếp O), 6 (điểm đối trung K), 15 (hai điểm Isodynamic S, S'), 16, 32 (điểm power thứ 3), 39 (trung điểm Brocard), 50, 52, 58, 61, 62, 182, 187, 216, 284, 371 (điểm Kenmotu), 372, 386, 389 (tâm đường tròn Taylor), 500, 511, 566, 567, 568, 569, 570, 571, 572, 573, 574, 575, 576, 577, 578, 579, 580, 581, 582, 583, 584, 800, 970, 991, 1030, 1151, 1152, 1160, 1161, 1182, 1192, 1207, 1326, 1333, 1340, 1341, 1342, 1343, 1350, 1351, 1379, 1380, 1384, 1504, 1505, 1570, 1578, 1579, 1609, 1620, 1662, 1663, 1664, 1665, 1666, 1667, 1668, 1669, 1670, 1671, 1683, 1684, 1685, 1686, 1687, 1688, 1689, 1690, 1691, 1692, 1693, 1694, 1805, 1806, 1970, 1983, 2011, 2012, 2019, 2020, 2021, 2022, 2024, 2025, 2026, 2027, 2028, 2029, 2030, 2031, 2032, 2033, 2034, 2035, 2036, 2037, 2038, 2055, 2076, 2080, 2088, 2092, 2193, 2220, 2245, 2271, 2278, 2305, 2420, 2456, 2458, 2459, 2460, 2461, 2462, 2558, 2559, 2560, 2561, 2562, 2563, 2673, 2674, 2965, 3001, 3002, 3003, và 3053.
Trục Brocard không phải là đường thẳng Brocard.